# Kose (Jõhvi)
Kose − wieś w Estonii, w prowincji Virumaa Wschodnia, w gminie Jõhvi.